# Olympus E-620
Die Olympus E-620 war eine digitale E-System-Spiegelreflexkamera der Firma Olympus. Sie basierte auf dem Four-Thirds-Standard. Mit der E-620 hatte Olympus erstmals eine digitale Spiegelreflexkamera der Einstiegsklasse herausgebracht, die Ausstattungsmerkmale der professionellen Olympus E-3 und Olympus E-30 nutzte. Dazu zählten ein voll schwenkbares Display, Kreativprogramme mit Art-Filtern (wie bei der E-30), ein integrierter Bildstabilisator, sowie die Möglichkeit, einen zusätzlichen Batterie-Griff mit Horizontalauslöser (HLD-5) einzusetzen. Die E-620 war zudem die erste DSLR-Kamera, die beleuchtete Tasten für die Bedienung im Dunkeln hatte. Die E-620 nutzte denselben Sensor wie die semiprofessionelle E-30.
Sie wurde am 24. Februar 2009 vorgestellt und seit April 2009 ausgeliefert. Sie konkurrierte mit den ebenfalls im Frühjahr 2009 vorgestellten Modellen wie der Nikon D5000 und der Canon EOS 500D.

## Neuerungen
Die E-620 wies im Vergleich zu ihrer kleineren Schwester E-420 und der etwas größeren E-520 zahlreiche wesentliche Neuerungen auf.
Die Auflösung des CMOS-Bildsensors betrug 12,3 Megapixel (E-420 und E-520: 10 MP), zur Bildverarbeitung ist die Kamera mit dem neueren TruePic-III+-Prozessor ausgestattet, der erstmals in der E-30 zum Einsatz kam und eine Farbtiefe von 12 Bit pro Kanal bei der Bildsignalverarbeitung erreichte. Serienaufnahmen konnten mit bis zu 4 Bildern pro Sekunde gemacht werden, wobei der interne Pufferspeicher 7 RAW bzw. unbegrenzt Large-JPEG Bilder aufnimmt. Der Autofokus basierte auf dem Modul der E-3 und hat 7 Autofokus-Messfelder mit 5 Doppel-Kreuzsensoren. Das hellere Hypercristall-III-LCD war ein im E-System-Einstiegssegment erstmals angebotenes klapp- und schwenkbares Display mit einer Diagonale von 2,7 Zoll, die Auflösung blieb hingegen weiterhin bei 230.000 Pixeln. Die Bedienelemente der linken Gehäuserückseite bei den 4xx- und 5xx-Modellen mussten durch die Änderung am LCD verlegt werden und befinden sich überwiegend an der rechten Gehäuserückseite. Ein neues Element, das erstmals in einer DSLR auftrat und daher Alleinstellungsmerkmal der E-620 war, sind beleuchtete Tasten, die im Dunkeln die Bedienung erleichtern sollten.
Die E-620 hatte im Gegensatz zu den Vorgängermodellen auch einen schnelleren Livebild-Autofokus. Dieser ermöglichte das Anzeigen des aktuellen Aufnahmebereiches auf dem LCD – ähnlich wie von kompakten Digitalkameras gewohnt – sowie die Möglichkeit, Mehrfachbelichtungen direkt anzuzeigen. Die E-620 übernahm auch die von der E-30 bekannten 6 Kunst-Filter: Pop Art, Weichzeichner, Light Tone, Pale colour, Körniger S/W-Film, Lochkamera. Die E-620 nutzte den aus der E-4xx-Reihe bekannten Bls-1-Li-Ion-Akku und war damit der Baureihe 4xx in der Größe verwandt, hatte jedoch einen integrierten Bildstabilisator und setzte sich damit und den anderen Ausstattungsmerkmalen im Produkt-Lineup des E-Systems zwischen die E-520 und E-30. Sie war nach Aussage von Olympus bei Erscheinungsdatum die kleinste DSLR mit integriertem Bildstabilisator.

## Technische Merkmale
- 6 Art-Filter
- 7-Punkt-Autofokus
- dreh- und schwenkbares HyperCrystal-III-LCD 6,9 cm / 2,7″
- Live-View
- 12,3 Megapixel Live-MOS-Sensor
- 4 Bilder pro Sekunde
- Bildstabilisator im Gehäuse
- automatische Sensorreinigung (Supersonic Wave Filter)
- eingebauter Blitz und kabellose Blitzkontrolle
- Gesichtserkennung
- Spiegelvorauslösung
- Sucher mit 96%igem Sichtfeld und einer etwa 0,96-fachen Vergrößerung
- Mehrfachbelichtungen mit bis zu drei Bildern die über das LCD angezeigt werden
- Belichtungsreihen mit ISO, Weißabgleich, Belichtung und Blitz
- Autofokus-Kalibrierung aller E-System-Objektive
- Wählbare Bildformate: 4:3, 3:2, 16:9, 6:6

## Kunstfilter
Die E-620 hatet die Möglichkeit 6 Kunst-Filter einzusetzen. Die Filter verändern die Farben und Gradation je nach gewähltem Typ. Dabei waren folgende Möglichkeiten gegeben.
- Pop art: Übersättigt die Farben und lehnt sich an die Sehgewohnheiten der Pop Art an.
- Weichzeichner: Zeichnet vor allem helle Bildbereiche weich
- Blasse Farben: Wandelt kräftige Farben in Pastelltöne um
- Weiches Licht: Mindert die Kontraste innerhalb eines Bildes
- Grobkörniger S/W-Film: Imitiert grobkörnige analoge S/W-Filme
- Lochkamera: Vignettiert die Ecken

Beispiele finden sich in der folgenden Galerie:

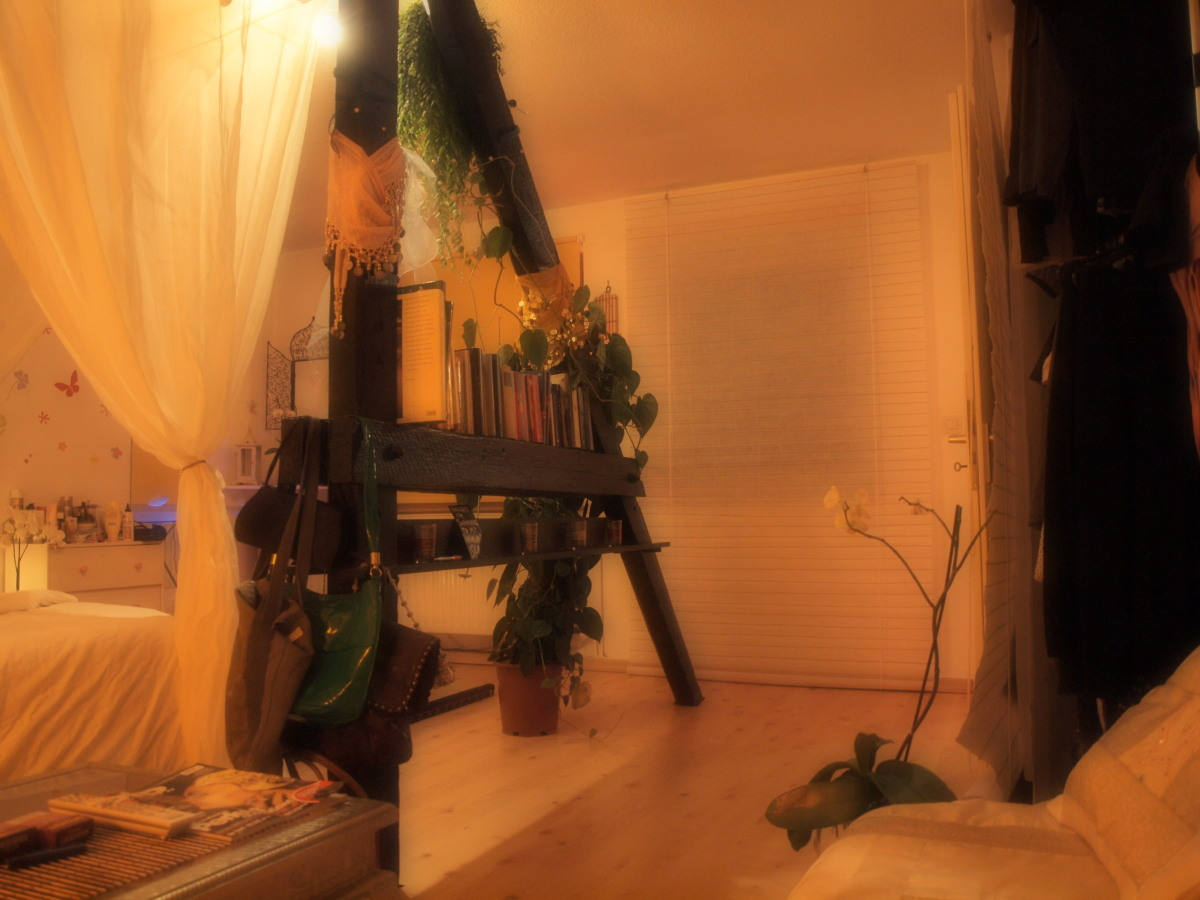
Weichzeichner
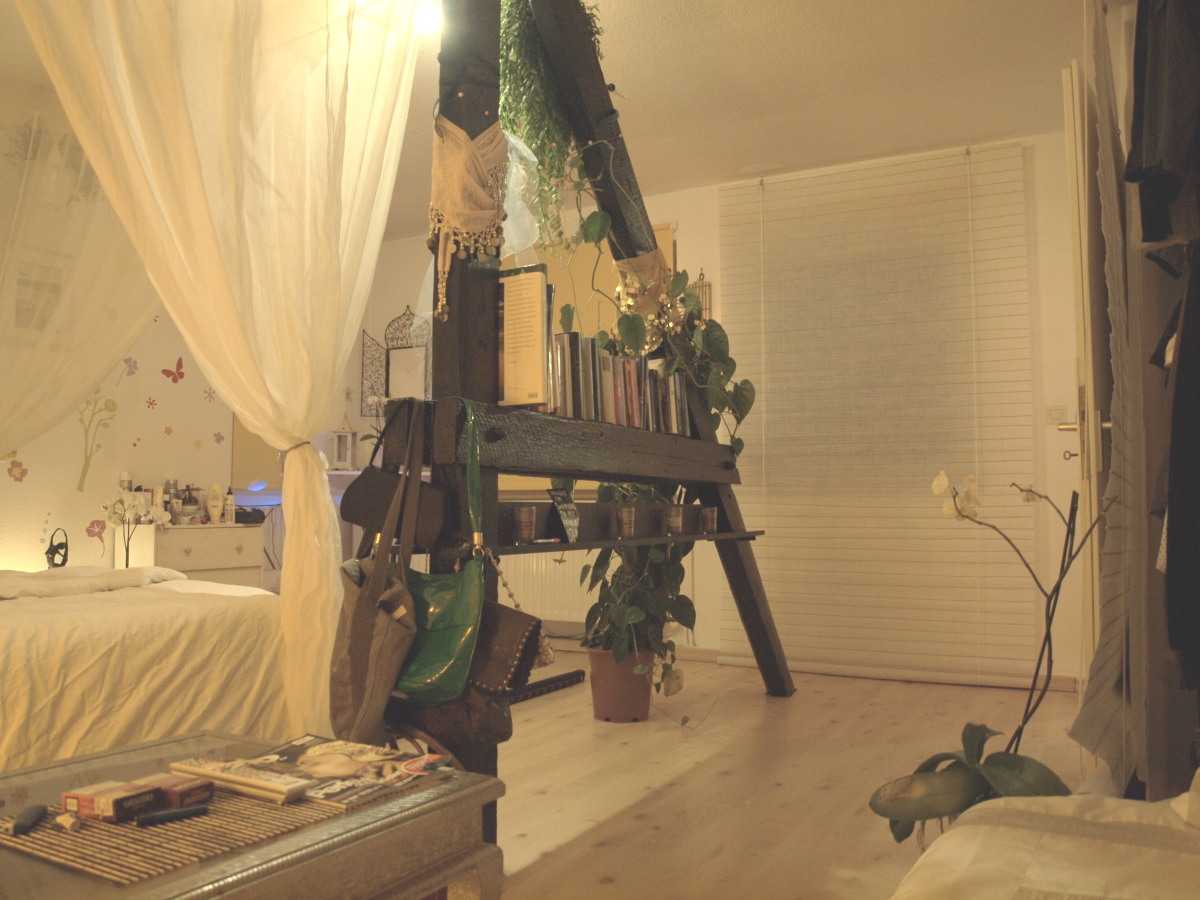
Blasse Farben
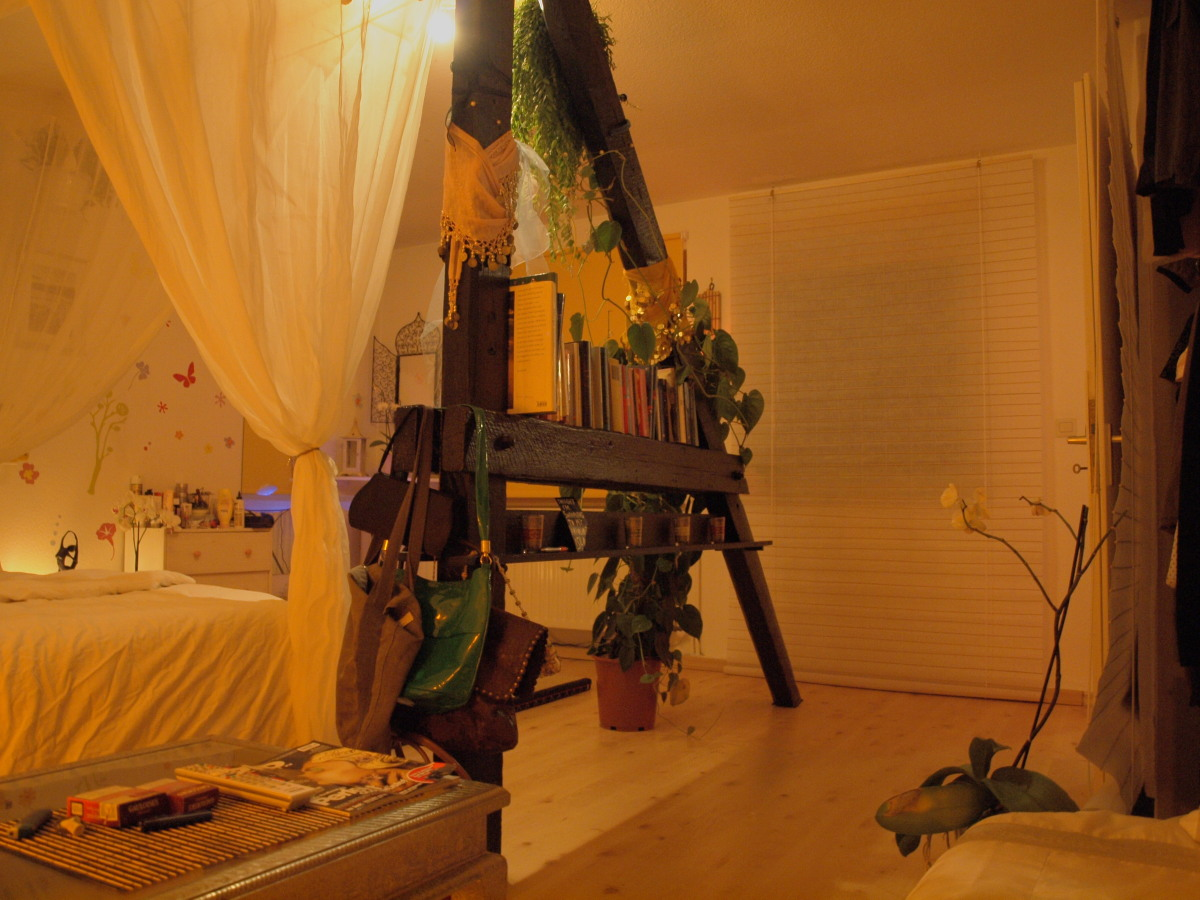
Weiches Licht
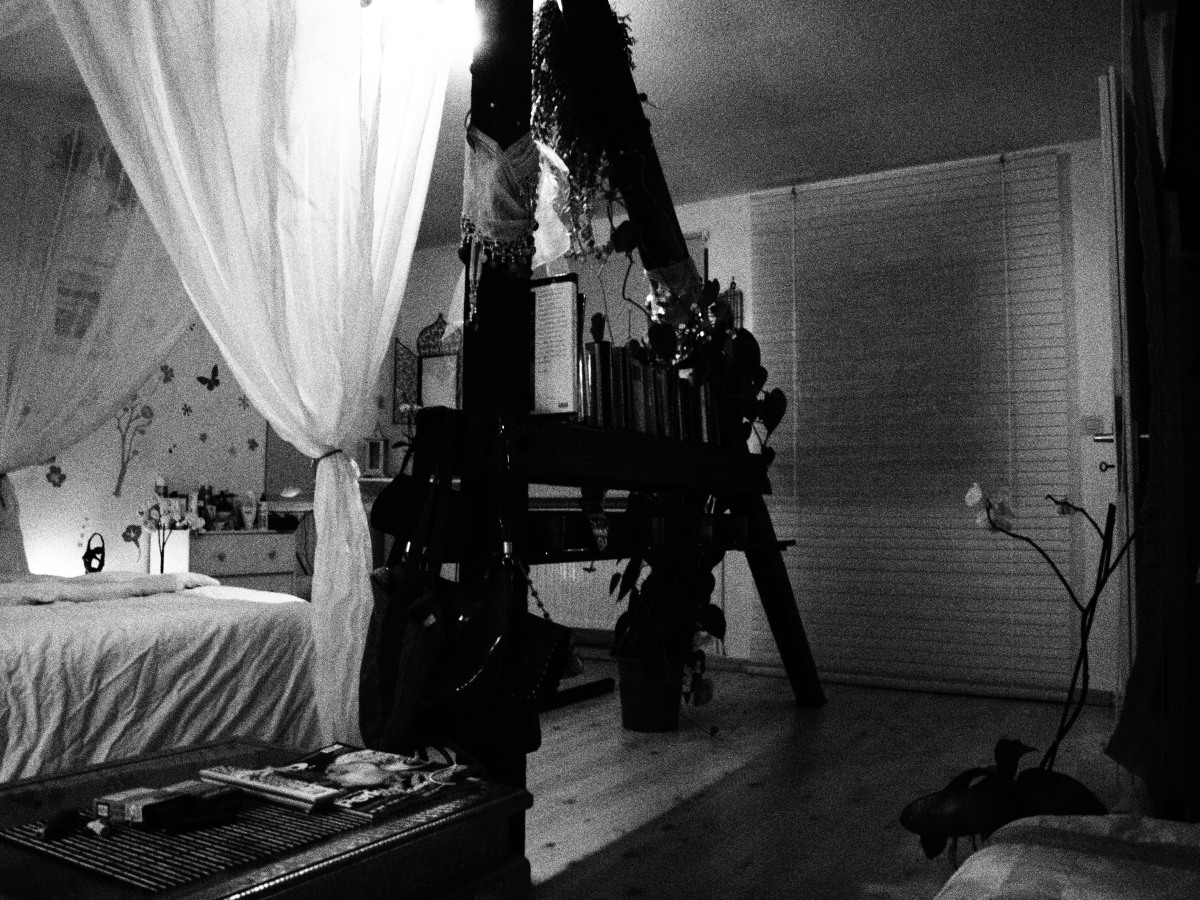
Körniger S/W-Film

## Zubehör
Für die E-620 wurde folgendes Zubehör angeboten:
- Zusätzliches Batterie-pack mit Hochkantauslöser HLD-5
- Unterwassergehäuse PT-E06
- Blitzhalter Fl-BK04
- Doppelblitzhalter Fl-BKM03

## Auszeichnungen
Die E-620 erhielt den TIPA 2009 Award für die beste „Entry Digital SLR“.

## Modell E-600
Im November 2009 wurde in geringer Stückzahl eine Sparversion der E-620 mit der Bezeichnung E-600 auf den Markt gebracht. Im Vergleich zur E-620 fehlen beim Modell E-600 die  Infrarot-Schnittstelle zur Fernbedienung, die Kunst-Filter „Blasse Farben“, „Weiches Licht“ und „Grobkörniger S/W-Film“, die Möglichkeiten der Mehrfachbelichtung, die Einstellmöglichkeiten für das Seitenverhältnis der Aufnahme und die beleuchteten Tasten. Mit der Olympus Studio 2 Software lässt sich auch diese Kamera fernsteuen.